# Andrzej Buchacz
Andrzej Buchacz (zm. 15 maja 2021) – polski specjalista w zakresie budowy i eksploatacji maszyn, prof. dr hab. inż.

## Życiorys
Obronił pracę doktorską , 25 stycznia 1993 habilitował się na podstawie pracy zatytułowanej Synteza drgających układów prętowych w ujęciu grafów i liczb strukturalnych. W 2001 nadano mu tytuł profesora w zakresie nauk technicznych. Został zatrudniony na stanowisku wykładowcy w Instytucie Nauk o Zdrowiu Wyższej Szkole Humanitas.
Był profesorem w Katedrze Automatyzacji Procesów Technologicznych i Zintegrowanych Systemów Wytwarzania na Wydziale Mechanicznym Technologicznym Politechniki Śląskiej, oraz profesorem zwyczajnym w Instytucie Automatyzacji Procesów Technologicznych i Zintegrowanych Systemów Wytwarzania na Wydziale Mechanicznym Technologicznym Politechniki Śląskiej.
Zmarł 15 maja 2021.